# Mã nhập cung
Mã nhập cung là một nước đi trong cờ tướng khi người chơi di chuyển quân Mã vào trong cung tướng.

## Mục đích
Khi người chơi thoái Mã về cung thì mục đích thứ nhất là thoát khỏi sự tấn công của đối phương, mục đích thứ hai là để mở đường cho Xe và Pháo di chuyển thông thoáng và mục đích thứ ba là khi mã về cung có thể bảo vệ tượng khởi sự công kích từ quân đối phương.

## Điểm yếu
Trong cờ tướng có câu Mã nhập cung tướng khốn cùng, ý chỉ quân Mã khi thoái về cung thì thường là lành ít dữ nhiều vì quân Tướng không thể di chuyển được để thoát thân khi các đường đi bị khóa chặt, hai bên trái phải bị cản bởi quân Sĩ, trước mặt bị cản Mã, Sĩ không cũng không thể lên được, trong lịch sử cờ tướng đã có rất nhiều người chơi thua cuộc vì mã nhập cung, vì thế nên việc thoái mã về cung là một điều đại kỵ trong cờ tướng, có khi đối phương chỉ cần 1 quân Mã cũng có thể chiếu bí.